# ГЕС Jīnshāxiá
ГЕС Jīnshāxiá (金沙峡水电站) — гідроелектростанція на півночі Китаю у провінції Цінхай. Знаходячись перед ГЕС Tiěchéng, входить до складу каскаду на річці Датонг, лівій притоці Huangshui, котра в свою чергу є лівою притокою Хуанхе.
У межах проекту долину річки перекрили комбінованою греблею висотою 27 метрів та довжиною 256 метрів, яка включає бетонну гравітаційну ділянку у руслі та прилягаючу до неї праворуч земляну секцію довжиною 144 метри. Ця споруда утримує водосховище з об'ємом 2,6 млн м3 та нормальним рівнем поверхні на позначці 2166,9 метра НРМ (під час повені до 2167,9 метра НРМ).
Ресурс зі сховища через прокладений у лівобережному гірському масив дериваційний тунель  транспортується до розташованого за 6,5 км наземного машинного залу. Останній обладнаний чотирма турбінами типу Френсіс – трьома потужністю по 20 МВт та однією із показником 10 МВт.